# Liste der Naturdenkmale in Hohen Neuendorf
Die Liste der Naturdenkmale in Hohen Neuendorf enthält alle Naturdenkmale der brandenburgischen Stadt Hohen Neuendorf im Landkreis Oberhavel, welche durch Rechtsverordnung geschützt sind.
In den Spalten befinden sich folgende Informationen:
- Nr.: Identifizierungsnummer nach veröffentlichter Liste. Sie wird von der unteren Naturschutzbehörde des Landkreises oder der kreisfreien Stadt vergeben. Wenn sie bekannt ist, wird sie angegeben. In dieser Spalte kann sich zusätzlich das Wort Wikidata befinden, der entsprechende Link führt zu Angaben zu diesem Naturdenkmal bei Wikidata.
- Bezeichnung: Benennung des Naturdenkmals, in der Regel wird bei Bäume die Baumart genannt. Bekannte Eigennamen werden mit angegeben.
- Gemarkung: Ort oder Gemarkung, in der sich das Naturdenkmal befindet
- Lage: Nennt die Lage des Naturdenkmals im jeweiligen Ortsteil und die geografischen Koordinaten des Naturdenkmals. Link zu einem Kartenansichtstool, um Koordinaten zu setzen. In der Kartenansicht sind Naturdenkmale ohne Koordinaten mit einem roten beziehungsweise orangen Marker dargestellt und können in der Karte gesetzt werden. Denkmale ohne Bild sind mit einem blauen bzw. roten Marker gekennzeichnet, Denkmale mit Bild mit einem grünen beziehungsweise orangen Marker.
- Beschreibung: die Beschreibung des Naturdenkmales
- Schutzzweck: Erläutert den Grund der Unterschutzstellung
- Bild: Zeigt ein Bild des Naturdenkmales und gegebenenfalls ein Link zu weiteren Fotos im Medienarchiv Wikimedia Commons

## Bergfelde
| Bild                                    | Bezeichnung                       | Lage | Beschreibung | Schutzzweck | Nummer |
| --------------------------------------- | --------------------------------- | --- | ------------ | ----------- | ------ |
| BW                                      | Buche                             | Bergfelde, Emil-Czekowski-Straße 5 (52° 39′ 50,5″ N, 13° 18′ 20,4″ O)                                                                                          |              |             | 12     |
| Direkt Bild zu diesem Denkmal hochladen | Buche                             | Bergfelde, Herthastraße/Postwald () |              |             | 13     |
| BW                                      | Buche                             | Bergfelde, Triftstraße, unmittelbar hinter Grundstücksgrenze Lehnitzstraße 86 b auf der linken Seite; Flur 2, Flurstück 920 (52° 40′ 24,8″ N, 13° 19′ 34,2″ O) |              |             | 14     |
| BW                                      | Eiche                             | Bergfelde, Friedhof; Flur 2, Flurstück 983 (52° 40′ 23,6″ N, 13° 19′ 17,1″ O)                                                                                  | Traubeneiche |             | 15     |
| BW                                      | Eiche                             | Bergfelde, Herthastraße 41; Flur 1, Flurstück 533 (52° 39′ 52,5″ N, 13° 18′ 46,2″ O)                                                                           |              |             | 16     |
| Direkt Bild zu diesem Denkmal hochladen | Eiche an der Glienicker Straße    | Bergfelde, an der Glienicker Straße; Flur 5, Flurstück 62/6 ()                                                                                                 |              |             | 17     |
| Direkt Bild zu diesem Denkmal hochladen | Heide                             | Bergfelde, Gebiet im ehemaligen Grenzstreifen () |              |             | 18     |
| Direkt Bild zu diesem Denkmal hochladen | Kastanie                          | Bergfelde, Dorfstraße 7 und 8 () |              |             | 19     |
| Direkt Bild zu diesem Denkmal hochladen | Maulbeerbaumhecke                 | Bergfelde, Herthastraße () |              |             | 20     |
| Direkt Bild zu diesem Denkmal hochladen | Pechpfuhl                         | Bergfelde, hinter der Lessing-/Uhlandstraße () |              |             | 21     |
| BW                                      | Eiche                             | Bergfelde, Triftstraße (Feuerwehrgrundstück); Flur 1, Flurstück 1050/105210, 54/1055 (52° 40′ 22,1″ N, 13° 19′ 20,2″ O)                                        |              |             | 22     |
| Direkt Bild zu diesem Denkmal hochladen | Talgebiet (Feuchtwiese, Bachlauf) | Bergfelde, nördlich der Dorf- und Triftstraße () |              |             | 23     |
| Direkt Bild zu diesem Denkmal hochladen | Treuefließ- und Herthaseegebiet   | Bergfelde, Herthasee () |              |             | 24     |
| BW                                      | Ulme                              | Bergfelde, Kurze Straße Nr. 6; Flur 1, Flurstück 232, 228 (52° 39′ 39,3″ N, 13° 18′ 35,1″ O)                                                                   |              |             | 25     |

## Hohen Neuendorf
| Bild                                    | Bezeichnung      | Lage                                      | Beschreibung | Schutzzweck | Nummer |
| --------------------------------------- | ---------------- | ----------------------------------------- | ------------ | ----------- | ------ |
| Direkt Bild zu diesem Denkmal hochladen | 6 Schwarzpappeln | Hohen Neuendorf, Wildbergplatz ()         |              |             | 102    |
| Direkt Bild zu diesem Denkmal hochladen | Silberpappel     | Hohen Neuendorf, Berliner Straße 79 ()    |              |             | 103    |
| Direkt Bild zu diesem Denkmal hochladen | 2 Silberpappeln  | Hohen Neuendorf, Berliner Straße 80/81 () |              |             | 104    |

## Stolpe
| Bild                                    | Bezeichnung         | Lage | Beschreibung | Schutzzweck | Nummer |
| --------------------------------------- | ------------------- | --- | ------------ | ----------- | ------ |
| Direkt Bild zu diesem Denkmal hochladen | Trauereschen        | Stolpe, auf dem Friedhof der Kirchengemeinde; Flur 3, Flurstück 73 ()                                                                                           |              |             | 207    |
| BW                                      | Tanne               | Stolpe, auf dem Grabe des von Wilddieben 1849 erschossenen Försters Oertel (Friedhof); Flur 3, Flurstück 72 (52° 39′ 37,9″ N, 13° 15′ 36,5″ O)                  |              |             | 208    |
| BW                                      | Erdeberg (Tongrube) | Stolpe, an der Straße nach Hohenschöpping, nördlich der Straße, 550 m westlich der Kirche in Stolpe; Flur 4, Flurstück 153/2 (52° 39′ 40,7″ N, 13° 15′ 23,7″ O) |              |             | 209    |